# Зотов, Анатолий Фёдорович
Анато́лий Фёдорович Зо́тов (15 мая 1931, д. Острые Луки, Московская область — 25 ноября 2021, Москва) — советский и российский философ, историк Новой и новейшей философии, специалист по западной философии .

## Биография
Родился в семье учителей. Детские годы прошли в деревне Выползово Бологовского района.
Учился в железнодорожной школе № 8 и средней школе № 10 г. Ржев. С серебряной медалью окончил школу № 1 в Зубцове. Во время Великой Отечественной войны работал в колхозе под Рязанью и шофёром, участвовал в разминировании.
В 1953 году окончил философский факультет МГУ имени М. В. Ломоносова. В университете был капитаном лыжной и стрелковой команд философского факультета.
В 1956 году окончил аспирантуру по кафедре истории зарубежной философии. В 1957 году защитил диссертацию на соискание учёной степени кандидата философских наук по теме «Критический анализ неореализма (на примере „критической онтологии“ Н. Гартмана)».
В 1957—1961 годах преподавал философию в Сталинградском педагогическом институте.
В 1961—1967 годах преподавал философию в Московском энергетическом институте.
В 1967—1972 годах — старший научный сотрудник в ИИЕТ АН СССР.
В 1971 году защитил диссертацию на соискание учёной степени доктора философских наук по теме «Структура научного знания».
С 1958 года работал на кафедре истории зарубежной философии философского факультета МГУ, с 1972 года её профессор, а в 1987—2004 годах заведующий кафедрой.
Действительный член Академии гуманитарных наук, РАЕН, Академии социальных наук Казахстана, Нью-Йоркской академии.
Председатель Российского феноменологического общества.
Входил в состав редколлегии журнала «Вопросы философии».
Член экспертного совета Комиссии по государственным премиям при Президенте России. Член экспертного совета Российского фонда фундаментальных исследований.
Член Диссертационного совета Д 501.001 по философским наукам, экзаменационных комиссий по философии.
Область научных интересов — философские вопросы естествознания, методология науки, история философии, эпистемология, философская антропология и социальный анализ.
А. Ф. Зотов принимал участие в конференциях и чтениях: выступление перед русскими студентами Пражского Педагогического Университета имени М. П. Драгоманова, 14 мая 2009 г., Чехия, Прага (тема: «Философия и наука в составе современной культуры»), участие во Всероссийской научной конференции «Современные проблемы познания в социально-гуманитарных и естественных науках», 13-14 октября 2009 г., Воронеж, Воронежский государственный университет (тема доклада — «История философии как реконструкция духа культуры»). Принимает участие в ежегодных Ломоносовских чтениях в МГУ имени М. В. Ломоносова, а также принимал участие в конференции, посвященной 90-летию и творческой деятельности профессора В. В. Соколова.
Скончался 25 ноября 2021 года.

### Семья
- Жена — Наталья Михайловна Смирнова, специалист по социальной философии, ведущий научный сотрудник Института философии РАН, доктор философских наук, профессор[3].
  - Сын — Андрей Анатольевич Зотов, социолог, научный сотрудник Института социологии РАН, редактор журнала «Социологические исследования»[3]
  - Сын — Олег Анатольевич Зотов, кельтолог, кандидат философских наук, старший преподаватель кафедры Истории и теории мировой культуры философского факультета МГУ имени М. В. Ломоносова[3]

## Научная деятельность
А. Ф. Зотовым проведены исследования по вопросам методологии и философии науки, в ходе которых дан анализ формирования идеальных объектов теории и их трансформация во время развития исследовательских программ, а также социально-культурные области познания. Одна из главных идей выдвинутых им «несимметричность» процессов построения и развития теоретической модели, а также её соотнесение с другими. Это связано с разностью сред, которые в свою очередь выходят за пределы гносеологии и зависят от различных установок. Отсюда А. Ф. Зотов заключает, что в современном научном знании оказывается малопригодной «картезианская» методологическая схема и невозможна редукция к «элементам» знания или опыта. Поэтому возникает необходимость особого междисциплинарного исследования связи между фундаментальными теориями и техническими разработками, наукой и образованием и формами их организации.
В некоторых своих работах А. Ф. Зотов рассматривает взаимодействие науки, техники и социального развития, а также различным особенностям социологического анализа и прогностики. Одной из главнейших идей заключённых в работах данной тематики является неотвратимость коренных перемен в социальных структурах и геополитическом облике мира в ходе перехода от индустриального общества к информационному («ноосферной»). А. Ф. Зотов полагает, что без должного понимания смысла этих перемен, без предварительной разработки и проведения в жизнь сценариев общемирового и регионального социокультурного развития дальнейшее существование человеческой цивилизации маловероятно.
В исследовании истории зарубежной философии А. Ф. Зотов особо останавливается на истории западной философии: неорационализм, неокантианство, позитивизм, прагматизм, неопозитивизм и постпозитивизм, феноменология Эдмунда Гуссерля и «фундаментальная онтология» Мартина Хайдеггера.
В настоящее время А. Ф. Зотов занимается изучением истории и современного состояния феноменологического движения, наряду с плодотворной разработкой различных сторон модели «планетарного сознания» и «мыслящего Универсума». Это связано с в образованием и работой общемировых информационных систем, в которые включены мыслящие и действующие человеческие индивиды и их сообщества. Это включение в большей степени охватывает уже несвободных и ответственных исторических субъектов, а подобное «материи», посредством которой существует «организм» культуры. В этом случае «органами» отчуждённой от человека и последовательно детерминирующей производственно-техническую систему постиндустриального периода существования, природно-человеко-машинного планетарного «сверхорганизма», особого космического объекта, который на Земле ещё находится в зачатке, становятся современные общемировые информационные системы (Интернет, демилитаризованная СОИ, мировая банковская система с её технической субструктурой. Также сюда входят производство и потребление во всех его проявлениях — информационном, энергетическом, вещественно-материальном, культурном и т. д., межгосударственные и наднациональные организации, которые объединяют учёных со всего мира для разработки стратегических проектов и решения соответствующих задач. Итогом этого всего должна стать универсальная планетарная активность, где сведены на нет экзистенциальные ценности — индивидуальное своеобразие человека, его рождение и смерть, его бессмертие в телесной или информационной форме. Таким образом идёт зарождение космического феномена, которые не тождественен человеческой деятельности преобразующей природу. Но поскольку этот процесс ещё далёк от завершения, человечество имеет возможность эти трансформации как угрозу для своих первичных бытийных ценностей означающих бытие человека как субъекта истории — личная индивидуальность, свобода, ответственность. В таком случае будет сохранено «человеческое лицо» на планете Земля

## Педагогическая деятельность
А. Ф. Зотов разработал и применяет собственную систему контроля работы студентов, которая включает постоянную оценку занятий, составление самобытных планов занятий, выборок текстов для использования в самостоятельной работе. Им были составлены и разработаны несколько вариантов таких текстов, осуществлялась комплексная (тесты и эссе) проверка (внутрисеместровая и итоговая) работы студентов, а также проведена апробация проведения зачётов и экзаменов на протяжении всего 2008 г. и в начале 2009 г. на лекционных потоках и в нескольких ученых группах 4 и 5 курсов.

## Научные труды

### Монографии
- А.П. Бутенко, Зотов А.Ф., В.Ж. Келле и др. Диалектический и исторический материализм / Общая редакция С. М. Ковалёва. — М. : Политиздат, 1971.
- Зотов А. Ф. Структура научного мышления. — М. : Политиздат, 1973 . — 182 с.
- Зотов А. Ф., Киссель М. А, Шептулин А. П. и др. Критика современной буржуазной философии в курсе диалектического материализма. — М. : Высшая школа, 1975. — 270 с.
- Зотов А. Ф., Воронцова Ю. В. Буржуазная «философия науки» : (становление, принципы, тенденции). — М. : Изд-во МГУ, 1978 . — 200 с.
- Зотов А. Ф., Воронцова Ю. В. Современная буржуазная методология науки. — Киев : Изд-во МГУ, 1983. — 208 с.
- Зотов А. Ф., Мельвиль Ю. К. Буржуазная философия середины XIX-начала XX века. — М. : Высшая школа, 1988. — 520 с.
- Зотов А. Ф. Современная западная философия. [В соавт.]. М.,1994;
- Зотов А. Ф., Мельвиль Ю. К.Западная философия XX века. Учебное пособие М., 1998;
- Зотов А. Ф. Западная философия XX века (Учебник для университетов). М., 2001.
- Зотов А. Ф. Современная западная философия 2-е изд., испр. — М.: Высшая школа, 2005. — 781 с. (Классический университетский учебник) ISBN 5-06-005107-2 (Рецензенты: Институт человека РАН (директор член-корр. РАН, д.ф.н., проф. Б. Г. Юдин), П. П. Гайденко, член-корр. РАН, д.ф.н., проф. (Институт философии РАН))
  - Место смерти в экзистенциальной онтологии.
  - Свобода и фактичность. Бытие в ситуациях
  - Экзистенциальная трактовка времени
- Зотов А. Ф. Современная западная философия. М., 2010.

разделы в коллективных монографиях на русском языке
- Зотов А. Ф. Проблема бытия в «новой онтологии» Н.Гартмана // Современный объективный идеализм. М., 1963;
- Зотов А. Ф. Преемственность научного знания и принцип соответствия // Проблемы истории и методологии научного познания. М., 1974;
- Зотов А. Ф. Принцип соответствия // Методологические принципы физики. М., 1975;
- Зотов А. Ф. Мировоззрение, методология науки и технология // Мировоззрение и диалектика научного познания. Иркутск, 1980;
- Зотов А. Ф. Концепция науки и её развития у Г.Башляра // В поисках теории развития науки. М., 1982;
- Зотов А. Ф. Наука, технология, культура // Разум и культура. М., 1983;
- Зотов А. Ф. Математика и синтез наук // Единство и специфика методологии общественных, естественных и технических наук. Калинин, 1986;
- Зотов А. Ф. Статьи в словаре-справочнике «Научно-технический прогресс». М.,1987;
- Зотов А. Ф. Диалектика социального и индивидуального в познании. Социализация знания //Диалектика познания. Л., 1988;
- Зотов А. Ф. О предпосылках и природе власти «Хозяина» // Квинтэссенция. М., 1990;
- Зотов А. Ф. История и футурология //Культура и экология. М., 1997;
- Зотов А. Ф. Западная философия XX века. Феноменологические исследования. Российско-американский ежегодник. Владимир — Бельмонт, 1997;
- Зотов А. Ф. Феноменология в современной западной философии // Феноменология художественного образования. Владимир, 1997;
- Зотов А. Ф. Проблема языка в фундаментальной онтологии М. Хайдеггера // Философия в духовной жизни общества. Т. 1. СПб., 1997;
- Зотов А. Ф. Гуманитаризация — мода или тенденция?//Перспективы развития гуманитарных наук в Московском университете. М., 1996;
- Зотов А. Ф. Отношение к прошлому как проблема нашего самоопределения //Драма советской философии. Эвальд Васильевич Ильенков. М., 1997;
- Зотов А. Ф. История и футурология // Культура и экология. М., 1997;
- Зотов А. Ф. Прогноз, сценарий, проект (мировоззренческие предпосылки и методологические принципы) // Теория предвидения и будущее России. Материалы V Кондратьевских чтений. М., 1998.
- Зотов А. Ф. Роль феноменологии в организации междисциплинарных исследований// Искусственный интеллект: междисциплинарный подход. М., 2005;
- Зотов А. Ф. Мышление, знание, рациональность// Грани познания. Философия, наука, культура в XXI веке. М., 2007;
- Зотов А. Ф. Логико-семантические предпосылки исследовательской программы искусственного интеллекта// Философия сознания: классика и современность. М., 2007;
- Зотов А. Ф. Философия — Философия XX века. М., 2009 (раздел в учебнике);

на других языках
- Zotov A. F. Soziale Folgen der Anwendung hohheffektiver Technologien // High Tech Trends. Berlin, 1990;
- Zotov A. F. Artificial Intelligence: The Role of Phenomenology In the Organization of Interdisciplinary Researches. // Analecta Husserliana. The Yearbook of Phenomenological Research.

### Статьи
- Зотов А. Ф. Особенности развития методов естествознания // «Вопросы философии» — 1957. — № 4;
- Зотов А. Ф. Гносеологические проблемы построения и интерпретации общих физических теорий // «Вопросы философии» — 1969. — № 11;
- Зотов А. Ф. Диалектика развития науки, её ценностные установки и познавательные схемы // «Вопросы философии» — 1976. — № 1;
- Зотов А. Ф. Порождающие структуры развития науки и техники как предмет гносеологического анализа // «Вопросы философии» — 1976. — № 7;
- Зотов А. Ф. Гносеология и некоторые методологические принципы управления экономикой // «Вопросы философии» — 1986. — № 2;
- Зотов А. Ф. Наука, техника, культура // «Вопросы философии» — 1989. — № 1;
- Зотов А. Ф. Мировоззрение на рубеже тысячелетий // «Вопросы философии» — 1989. — № 12;
- Зотов А. Ф. Так есть ли две науки? // «Вопросы философии» — 1989. — № 5;
- Зотов А. Ф. Право, свобода, демократия // «Вопросы философии» — 1990. — № 6;
- Зотов А. Ф. Проблемы современного образования // Свободная мысль. — 1990. — № 12;
- Зотов А. Ф. О чём говорит плюрализм философских течений // «Вопросы философии» — 1991. — № 12;
- Зотов А. Ф. Социальное конструирование // Социальные исследования. — 1991. — № 1;
- Зотов А. Ф. «Ранний» Гуссерль и формирование феноменологического движения в европейской философии // Логос. — 1991. — № 2;
- Зотов А. Ф. Метафизика свободы (отрывки из ненапечатанной книги) // Свободная мысль. — 1992. — № 4;
- Зотов А. Ф. Метафизика свободы (статья 1) // Философские исследования. — 1993. — № 1;
- Зотов А. Ф. Метафизика свободы (статья 2) // Философские исследования. — 1993. — № 2;
- Зотов А. Ф. Новый тип глобальной цивилизации // Политические исследования. — 1993. — № 4;
- Зотов А. Ф. Демократия возникает как образ мысли. // Российская Федерация. — 1997. — № 15;
- Зотов А. Ф. Существует ли мировая философия? // «Вопросы философии». — 1997. — № 4;
- Зотов А. Ф. Кризис «антропологического проекта» в философии // Здравый смысл. — 1998. — № 9;
- Зотов А. Ф. Рационализм и иррационализм в западной философии // Здравый смысл. Специальный выпуск — «Наука и здравый смысл в России: кризис или новые возможности». М., 1998;
- Зотов А. Ф. Феноменология и эволюция самосознания человека европейской культуры. [В соавт.]// Вестник МГУ имени М. В. Ломоносова Сер."Философия". 2000. № 4.
- Зотов А. Ф. Вот и все: Место философии в современной науке // Вопросы философии. — 2002. — № 4. — С. 43-50.
- Зотов А. Ф. А. Н. Нысанбаев. Философия взаимопонимания // Вопросы философии. — 2002. — № 11. — С. 242—247.

### Научная редакция
- Башляр, Гастон. Новый рационализм / Г. Башляр; сост.: Ю. П. Сенокосов; предисл. и общ. ред.: А. Ф. Зотов; пер. с фр.: Ю. П. Сенокосов, Г. Я. Туровер. — М. : Прогресс, 1987 . — 376 с.
- Риккерт, Генрих. Науки о природе и науки о культуре : Пер. с нем. / Г. Риккерт; ред. А. Ф. Зотов; сост. А. П. Полякова, М. М. Беляева . — М. : Республика, 1998 . — 413 с. — (Мыслители XX века) .